# إدوارد مولر
إدوارد مولر (بالألمانية: Eduard Müller) (و. 1841 – 1926 م) هو محامي، من ألمانيا، ولد في بون، توفي في كوبلنس، عن عمر يناهز 85 عاماً.

## مناصب
تولى منصب عضو مجلس النواب البروسي.

## جوائز
حصل على جوائز منها:
- ترتيب النسر الأحمر
- نيشان القديس سيلفستر من رتبة فارس قائد ‏.